# The Poacher's Pardon

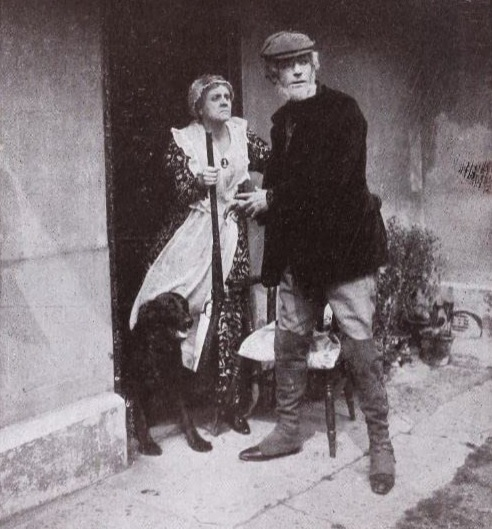

The Poacher's Pardon è un cortometraggio muto del 1912 diretto da Sidney Olcott.

## Trama
Il vecchio guardiacaccia Wallace cerca senza successo di catturare un bracconiere che opera nella tenuta. Sua figlia Dora fa la conoscenza di Jim, senza sapere che il giovane è in realtà il bracconiere cercato da Wallace. I due giovani si innamorano. Un giorno lei lo sorprende a caccia, e proprio in quel momento appare Wallace. La giovane riesce a far scappare Jim. Tuttavia, la sera stessa sente per caso suo padre e dei vicini pianificare la cattura del bracconiere. A questo punto Dora corre in cerca di Jim, ma viene accidentalmente ferita dagli inseguitori del ragazzo, che le sparano. Riesce comunque ad avvertire Jim, che scappa. Quando, in una taverna, lui viene a sapere che Dora è stata ferita, decide di diventare un onesto cittadino e abbandona il bracconaggio. La ragazza guarisce in qualche settimana. Incontra Jim, che riesce a convincerla di meritare il suo amore.

## Produzione
Il film fu prodotto dalla Kalem Company. Venne girato in Inghilterra.

## Distribuzione
Distribuito dalla General Film Company, il film - un cortometraggio in una bobina - uscì nelle sale cinematografiche statunitensi il 30 settembre 1912.